# М'ючуал (Огайо)
М'ючуал (англ. Mutual) — селище (англ. village) в США, в окрузі Шампейн штату Огайо. Населення — 127 осіб (2020).

## Географія
М'ючуал розташований за координатами 40°4′46″ пн. ш. 83°38′13″ зх. д. / 40.07944° пн. ш. 83.63694° зх. д. (40.079447, -83.637004).  За даними Бюро перепису населення США в 2010 році селище мало площу 0,34 км², уся площа — суходіл.

## Демографія
Згідно з переписом 2010 року, у селищі мешкали 104 особи в 48 домогосподарствах у складі 32 родин. Густота населення становила 302 особи/км².  Було 54 помешкання (157/км²).
Расовий склад населення:
| - 97,1 % — білих - 2,9 % — чорних або афроамериканців |

До двох чи більше рас належало 0,0 %. Частка іспаномовних становила 0,0 % від усіх жителів.
За віковим діапазоном населення розподілялося таким чином: 23,1 % — особи молодші 18 років, 50,9 % — особи у віці 18—64 років, 26,0 % — особи у віці 65 років та старші. Медіана віку мешканця становила 45,5 року. На 100 осіб жіночої статі у селищі припадало 103,9 чоловіків;  на 100 жінок у віці від 18 років та старших — 105,1 чоловіків також старших 18 років.
Середній дохід на одне домашнє господарство  становив 60 063 долари США (медіана — 60 250), а середній дохід на одну сім'ю — 64 229 доларів (медіана — 62 000). Медіана доходів становила 49 000 доларів для чоловіків та 38 625 доларів для жінок. За межею бідності перебувало 2,9 % осіб, у тому числі 4,5 % дітей у віці до 18 років та 6,9 % осіб у віці 65 років та старших.
Цивільне працевлаштоване населення становило 59 осіб. Основні галузі зайнятості: виробництво — 40,7 %, освіта, охорона здоров'я та соціальна допомога — 15,3 %, сільське господарство, лісництво, риболовля — 11,9 %.